# Carl Ludwig Siegel
Carl Ludwig Siegel (ur. 31 grudnia 1896 w Berlinie, zm. 4 kwietnia 1981 w Getyndze) – niemiecki matematyk, laureat Nagrody Wolfa w dziedzinie matematyki z 1978 roku. Specjalizował się przede wszystkim w teorii liczb.

## Życiorys
Urodził się w Berlinie, jego ojciec pracował na poczcie. W 1915 rozpoczął studia na obecnym Uniwersytecie Humboldtów w Berlinie. Choć początkowo chciał uczyć się astronomii, pod wpływem jednego ze swoich wykładowców – Ferdinanda Georga Frobeniusa zainteresował się teorią liczb, którą została główną dziedziną jego zainteresowań w przyszłej karierze naukowej.
W 1917 musiał przerwać naukę ze względu na powołanie do wojska. Studia wznowił w 1919, tym razem na Uniwersytecie w Getyndze. Tam też rok później uzyskał doktorat na podstawie rozprawy Approximation algebraischer Zahlen, napisanej pod kierunkiem Edmunda Landaua.
W 1922 został profesorem na Uniwersytecie Johanna Wolfganga Goethego we Frankfurcie. W 1935 Siegel spędził pół roku w Institute for Advanced Study (IAS). Wrócił następnie do Frankfurtu, ale już pod koniec 1937 przyjął stanowisko profesora w Getyndze i przeniósł się tam na początku 1938. Siegel źle się czuł w kraju rządzonym przez Hitlera, nie akceptował też nazistowskich prześladowań Żydów. Na początku 1940 opuścił więc Niemcy, wykładając krótko najpierw w Danii, a następnie w Norwegii. Od 1940 do 1951 pracował ponownie w IAS, a w 1951 roku wrócił do Niemiec i resztę swojej kariery spędził w Getyndze.
Wypromował osiemnastu doktorów (siedemnastu w Niemczech i jednego w USA), w tym laureata Nagrody Wolfa Jürgena Mosera.

## Publikacje, osiągnięcia i wyróżnienia
Autor ponad 100 artykułów. Swoje prace publikował m.in. w „Annals of Mathematics”, „Mathematische Annalen”, „Transactions of the American Mathematical Society”, „American Journal of Mathematics”, „Acta Arithmetica”, „Bulletin of the American Mathematical Society”, „Acta Mathematica”, „Journal für die Reine und Angewandte Mathematik”, „Duke Mathematical Journal” i „Inventiones Mathematicae”.
W 1978 (a więc przed ustanowieniem Nagrody Abela) przyznano mu (drugim nagrodzonym był Izrail Gelfand) inauguracyjną Nagrodę Wolfa w dziedzinie matematyki. Otrzymał ją w uznaniu wkładu w teorię liczb, teorię funkcji zespolonych wielu zmiennych i mechanikę nieba.
Znany jest m.in. z jednego z podstawowych twierdzeń z dziedziny aproksymacji diofantycznej liczb algebraicznych – twierdzenia Thuego-Siegela-Rotha.
W 1936 wygłosił wykład plenarny na Międzynarodowym Kongresie Matematyków w Oslo, był też członkiem National Academy of Sciences of the United States (od 1968) i członkiem honorowym London Mathematical Society (od 1956). W 1963 otrzymał Pour le Mérite za Naukę i Sztukę.